# 神川村 (長野県)
神川村（かんがわむら）は、長野県小県郡にあった村。現在の上田市中心部の南東、千曲川右岸、しなの鉄道線大屋駅・信濃国分寺駅の周辺にあたる。

## 地理
- 河川：千曲川、神川

## 歴史
- 1889年（明治22年）4月1日 - 町村制の施行により、大屋村・岩下村・蒼久保村・国分村の区域をもって発足。
- 1956年（昭和31年）9月30日 - 上田市に編入。同日神川村廃止。

## 村長
- 堀込義雄（1947年 - 1955年）

## 交通

### 鉄道路線
- 日本国有鉄道
  - 信越本線（現・しなの鉄道線）
    - 大屋駅
- 上田丸子電鉄
  - 丸子線
    - 八日堂駅 - 神川駅 - 岩下駅 - 大屋駅

現在は旧村域に信濃鉄道線信濃国分寺駅が所在するが、当時は未開業。また、後に旧村域に上田丸子電鉄丸子線の東特前駅が所在したが、当時は未開業。

### 道路
- 国道18号